# Vinjerac
Vinjerac (olaszul: Castel Venier) falu Horvátországban Zára megyében. Közigazgatásilag Posedarjéhoz tartozik.

## Fekvése
Zára központjától légvonalban 24 km-re, közúton 33 km-re északkeletre, községközpontjától légvonalban 5 km-re, közúton 11 km-re északnyugatra Dalmácia északi részén, a Velebit-csatorna délkeleti partján fekszik. Legmagasabb pontja a 272 méter magas Oraška (Lergova) gradina. Tengerpartja számos kis öblével rendkívül tagolt. Határánal legnagyobb része mészköves, sziklás, mivel az erdőket az évszázadok során kivágták. Néhány különálló övezete mediterrán és szubmediterrán növényzettel fedett. Településrészei Ždrilo-Kneževići és Vučijak (magában foglalva Magaši, Žunići, Ćoze és Srzentići telepeket).

## Története
Vinjerac területe a régészeti leletek, Oraška liburn várának maradványai, a határában talált halomsírok és a barlangjaiban talált maradványok tanúsága szerint már a történelem előtti időkben lakott volt. Oraška váránál még mindig láthatók az őskori és ókori település védőfalainak, épületeinek és akropoliszának alapfalai. A 15. század elejéig a vinjeraci földfokon egy Szent Márk tiszteletére szentelt pálos kolostor állt. Szerzetesei a római katolikus liturgiát, a horvát nyelvet és a glagolita írásbeliséget használták. A középkorban a falu területe a lucai zsupánság, később a Magyar Királyság része. 1409-től a dalmát tengerpart településeivel együtt Velencei Köztársasághoz tartozott. Kolostorát 1416-ban rombolták le. Vinjerac neve ekkori birtokosáról a Venier család nevéből ered, akik a 15. században felépítették Venier várát (Castel Venier). A szomszédos Slivnica és Rimanić várait szintén ez a család építtette. Tagjai velencei nemesek voltak, nőágon rokonai az ősi zárai Matafara családnak. A falu területének keleti része a horvát Posedarski grófoké volt. A 16. század elejétől egyre erősödő török támadásoknak volt kitéve. 1570-ben elfoglalta a török, de a velenceiek már a következő évben visszatértek és lerombolták a várát, amely fontos török stratégiai ponttá vált. Amikor a török támadások enyhültek újjáépítették kikötőjét és 1652-ben felépítették új, Páduai Szent Antal templomát. Egyházilag a 19. század elejéig Vinjerac-Slivnica-Seline plébániája a nini püspökséghez tartozott. 1826-ban megalakult az önálló vinjeraci plébánia és Vinjerac mint önálló település. A velencei, a francia és az osztrák uralom idején Novigrad községhez és a Zárai járáshoz tartozott. Két évvel később 1828-ban a nini püspökséget beolvasztották a zárai érsekségbe, így Vinjerac a hozzá tartozó Ždriloval és Vučijakkal ennek a része lett. A település tengeri forgalma és kereskedelme a 19. század közepéig nem volt jelentős, ekkor azonban kiépült az új kikötő az 1856-ban épített látványos kikötői gáttal és megkezdődött a helyi vitorlásflotta fejlesztése. A század végére Vinjeracot már rendes gőzhajó és postaforgalom kötötte össze Zárával, Fiuméval és Trieszttel. Sok helyi munkanélküli szegődött el tengerésznek, hajóskapitánynak, hajószakácsnak, pincérnek stb. A tengerészet és a hajófuvarozás a helyi lakosság ősi, hagyományos foglalkozásává vált. A hajóforgalom különösen Ravni kotar, a Velebit, Lika és a korbáviai régió felé irányult. A 19. század közepére már mintegy 20-30 vitorláshajóból álló flottája és számos kisebb hajója volt az ittenieknek. Néhány család már jelentős ebből származó jövedelmet mondhatott magáénak. Emiatt a mezőgazdaságtól való függés csökkent. A lakosság bevételeinek növekedése egyre inkább meglátszott a település városiasodó arculatán is, mely a jó minőségű kőből épített házakban és a pezsgő társadalmi életben mutatkozott meg. A falunak 1857-ben 377, 1910-ben 866 lakosa volt. A 20. század elején a helyi flotta fenntartása lehetetlenné vált, mert nem volt elég tőke ahhoz, hogy alkalmazkodjon a megváltozott körülményekhez. Sok hajótulajdonos és tengerész a gőzhajókra és motoros hajókra szegődött el alkalmazottnak. Nagyon fontos jövedelemforrás volt a helyi halászat is különösen a 19. század végén és a 20. század elején. Egészen az 1920-as évekig folyt a sózott hal előállítása. Ezt követően előbb a Szerb-Horvát-Szlovén Királyság, majd Jugoszlávia része lett. Az első világháborút, majd különösen a második világháborút követően indult meg a gazdasági emigráció. A népesség nagy része vándorolt a nagyobb tengerparti városokba, Zárába, Fiuméba, Splitbe, Šibenikre. Ezzel együtt meg kell említeni a külföldre irányuló kivándorlást is, mely főként a tengerentúlra és néhány európai országba irányult. A lakosság száma gyors ütemben esett. Míg 1948-ban még 627 volt, 1971-ben már csak 483, 1991-ben pedig mindössze 273. Ennek következtében 1994-ben bezárták az iskolát. Ma már csak Ždrilon működik egy négyosztályos alapiskola. A településnek 2011-ben 189 lakosa volt, akik főként mezőgazdasággal, állattenyésztéssel és turizmussal foglalkoztak.

## Lakosság
| Lakosság változása | Lakosság változása | Lakosság változása | Lakosság változása | Lakosság változása | Lakosság változása | Lakosság változása | Lakosság változása | Lakosság változása | Lakosság változása | Lakosság változása | Lakosság változása | Lakosság változása | Lakosság változása | Lakosság változása | Lakosság változása |
| ------------------ | ------------------ | ------------------ | ------------------ | ------------------ | ------------------ | ------------------ | ------------------ | ------------------ | ------------------ | ------------------ | ------------------ | ------------------ | ------------------ | ------------------ | ------------------ |
| 1857               | 1869               | 1880               | 1890               | 1900               | 1910               | 1921               | 1931               | 1948               | 1953               | 1961               | 1971               | 1981               | 1991               | 2001               | 2011               |
| 377                | 462                | 574                | 728                | 831                | 866                | 900                | 768                | 627                | 597                | 512                | 483                | 328                | 273                | 265                | 189                |

## Nevezetességei
- Páduai Szent Antal tiszteletére szentelt plébániatemploma valószínűleg 1652-ben épült, 1846-ban teljesen megújították. A templom egyhajós, sekrestyével és három oltárral. A főoltár a szentségtartóval márványból készült, rajta Szent Antal fából faragott szobrával. A márvány mellékoltárokon a Gyógyító Boldogasszony és Jézus szíve szobrai állnak. A templom mellett kőből épített harangtorony áll, melyet a 20. század elején kezdtek építeni és 1983-ban fejeztek be. A plébániaház 1900-ban épült.
- A dragai Jézus szíve kápolna 1900-ban épült.
- A žunići Mária szíve kápolna a 19. század végén épült.
- A település két fogadalmi kápolnája a Lourdes-i Szűzanya és Szent Miklós tiszteletére van szentelve.

## Gazdaság
Az itt élők élete mindig nagyon nehéz volt. A gazdaság leginkább a tengerészettől és a halászattól függött. A mezőgazdasági tevékenységet (olajbogyó-, gabona-, füge- és szőlőtermesztés) erősen behatárolja a szegényes termőterület. Az állattartás Ždrilo és Vučijak vidékének köves, sziklás legelőin fejlődött ki, de a II. világháború után lassú hanyatlásnak indult. A juh- és kecsketenyésztésből a lakosság gyapjút, bőrt, húst, sajtot, tejet és egyéb termékeket állított elő, de leginkább élve értékesítette. A fejlesztési lehetőségek elsősorban a turizmusban és a mezőgazdaságban rejlenek, mely mindenekelőtt új öntözőrendszer kiépítését igényli.

## Fordítás
Ez a szócikk részben vagy egészben  a   Vinjerac című horvát Wikipédia-szócikk ezen változatának fordításán alapul.  Az eredeti cikk szerkesztőit annak laptörténete sorolja fel. Ez a jelzés csupán a megfogalmazás eredetét és a szerzői jogokat jelzi, nem szolgál a cikkben szereplő információk forrásmegjelöléseként.